# Cratere Jessica
Jessica è un cratere d'impatto presente sulla superficie di Titania, il maggiore dei satelliti di Urano, a 55,3° di latitudine sud e 285,9° di longitudine est. Il suo diametro è di oltre 60 km.
Il cratere è stato battezzato dall'Unione Astronomica Internazionale con riferimento ad un personaggio della commedia shakespeariana Il mercante di Venezia, la giovane Jessica, figlia di Shylock, l'usuraio cui si è rivolto il mercante.